# Paroisse d'Havelock
Ne doit pas être confondu avec Havelock (Nouveau-Brunswick).
La paroisse d'Havelock est à la fois une paroisse civile et un ancien district de services locaux (DSL) canadien du comté de Kings, située au centre du Nouveau-Brunswick. Le DSL, aussi appelé Havelock-Extérieur, comprend l'autorité taxatrice de Havelock (Havelock Intérieur). Dans le cadre de la réforme de la gouvernance locale du 1er janvier 2023, le territoire du DSL a été réparti, notamment, dans le district rural de Kings.

## Toponyme

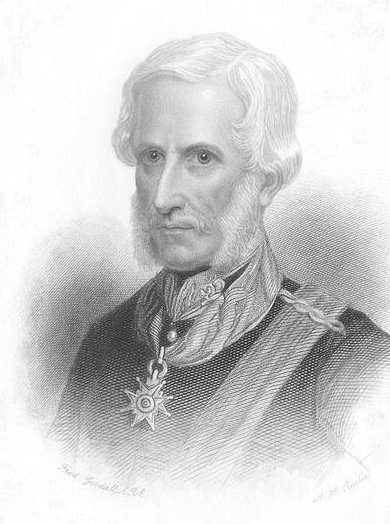
Sir Henry Havelock.

La paroisse est nommée ainsi en l'honneur de Sir Henry Havelock (1795-1857), militaire britannique.

## Géographie

### Villages et hameaux
La paroisse comprend les hameaux suivants: Anagance Ridge, Canaan Rapids, Canaan Road, Cornhill, Cornhill East, Cosman Settlement, Knightville, Lower Ridge, Mannhurst, Perry Settlement, Salem, Samp Hill, Springhill, Whites Mountain.

## Histoire
Le territoire se développe après la fondation de Havelock en 1810 par des gens originaire de New Canaan. Springhill est ainsi fondé vers 1814. Les établissements du ruisseau Smith et du millstream Studholms sont ensuite fondés par des Loyalistes. Cornhill est ainsi fondé vraisemblablement après 1810, par l'expansion de l'établissement loyaliste de Smiths Creek. Whites Mountain est toutefois fondé par des immigrants irlandais. La paroisse d'Havelock est érigée en 1858.
La municipalité du comté de Kings est dissoute en 1966. La paroisse d'Havelock devient un district de services locaux en 1967.
L'école Havelock est inaugurée en 2006.

## Économie
Entreprise Fundy, membre du Réseau Entreprise, a la responsabilité du développement économique.

## Administration

### Comité consultatif
En tant que district de services locaux, Havelock est administré directement par le Ministère des Gouvernements locaux du Nouveau-Brunswick, secondé par un comité consultatif élu composé de cinq membres dont un président.

### Commission de services régionaux
La paroisse de Havelock fait partie de la Région 8, une commission de services régionaux (CSR) devant commencer officiellement ses activités le 1er janvier 2013. Contrairement aux municipalités, les DSL sont représentés au conseil par un nombre de représentants proportionnel à leur population et leur assiette fiscale. Ces représentants sont élus par les présidents des DSL mais sont nommés par le gouvernement s'il n'y a pas assez de présidents en fonction. Les services obligatoirement offerts par les CSR sont l'aménagement régional, l'aménagement local dans le cas des DSL, la gestion des déchets solides, la planification des mesures d'urgence ainsi que la collaboration en matière de services de police, la planification et le partage des coûts des infrastructures régionales de sport, de loisirs et de culture; d'autres services pourraient s'ajouter à cette liste.

### Représentation et tendances politiques
Nouveau-Brunswick: La paroisse d'Havelock fait partie de la circonscription provinciale de Petitcodiac, qui est représentée à l'Assemblée législative du Nouveau-Brunswick par Sherry Wilson, du Parti progressiste-conservateur. Elle fut élue en 2010.
 Canada: La paroisse d'Havelock fait partie de la circonscription fédérale de Fundy Royal, qui est représentée à la Chambre des communes du Canada par Rob Moore, du Parti conservateur. Il fut élu lors de la 38e élection générale, en 2004, puis réélu en 2006 et en 2008.

## Vivre dans la paroisse de Havelock
Le bureau de poste et le détachement de la Gendarmerie royale du Canada le plus proche est à Petitcodiac.
Les anglophones bénéficient du quotidien Telegraph-Journal, publié à Saint-Jean, et du Kings County Records, de Sussex. Les francophones bénéficient quant à eux du quotidien L'Acadie nouvelle, publié à Caraquet, ainsi que l'hebdomadaire L'Étoile, de Dieppe.

## Culture

### Personnalités
- John Moser (1826-1907), professeur, naturaliste et auteur, mort à Salem ;
- Robert Osborne (né à Willimantic, au Connecticut), fondateur d'une pépinière et écrivain, résidant à Corn Hill.